# Okręg wyborczy St Albans
Okręg wyborczy St Albans powstał w 1554 r. i wysyłał do angielskiej, a następnie brytyjskiej, Izby Gmin jednego deputowanego. Okręg obejmował miasto St Albans w hrabstwie Hertfordshire wraz z okolicą. W 1852 r. okręg został zlikwidowany na skutek korupcji wyborczej. Odtworzono go w 1885 r. W 1997 r. wydzielono zeń miasto Harpenden.

## Deputowani do brytyjskiej Izby Gmin z okręgu St Albans
- 1885–1892: James Grimston, wicehrabia Grimston, Partia Konserwatywna
- 1892–1904: Vicary Gibbs, Partia Konserwatywna
- 1904–1906: John Slack
- 1906–1919: Hildred Carlile, Partia Konserwatywna
- 1919–1943: Francis Fremantle
- 1943–1945: John Grimston, Partia Konserwatywna
- 1945–1950: Cyril Dumpleton, Partia Pracy
- 1950–1959: John Grimston, Partia Konserwatywna
- 1959–1983: Victor Goodhew, Partia Konserwatywna
- 1983–1997: Peter Lilley, Partia Konserwatywna
- 1997–2005: Kerry Pollard, Partia Pracy
- 2005– : Anne Main, Partia Konserwatywna